# Liste von Persönlichkeiten der Stadt Bydgoszcz
Die Liste von Persönlichkeiten der Stadt Bydgoszcz (dt. Bromberg) umfasst die von der Stadt zu Ehrenbürgern ernannten Persönlichkeiten, die Söhne und Töchter der Stadt sowie die mit der Stadt verbundenen Persönlichkeiten.

## Ehrenbürger
Die Stadt Bydgoszcz hat folgenden Personen das Ehrenbürgerrecht verliehen (Auflistung chronologisch nach Verleihungsjahr):

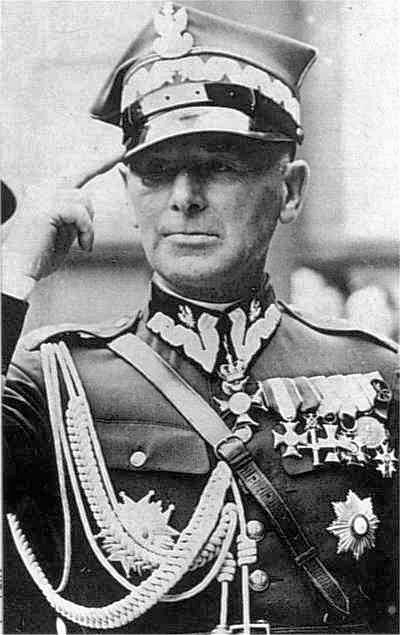
Marschall Rydz-Śmigły
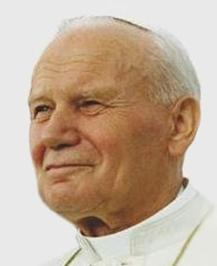
Johannes Paul II.
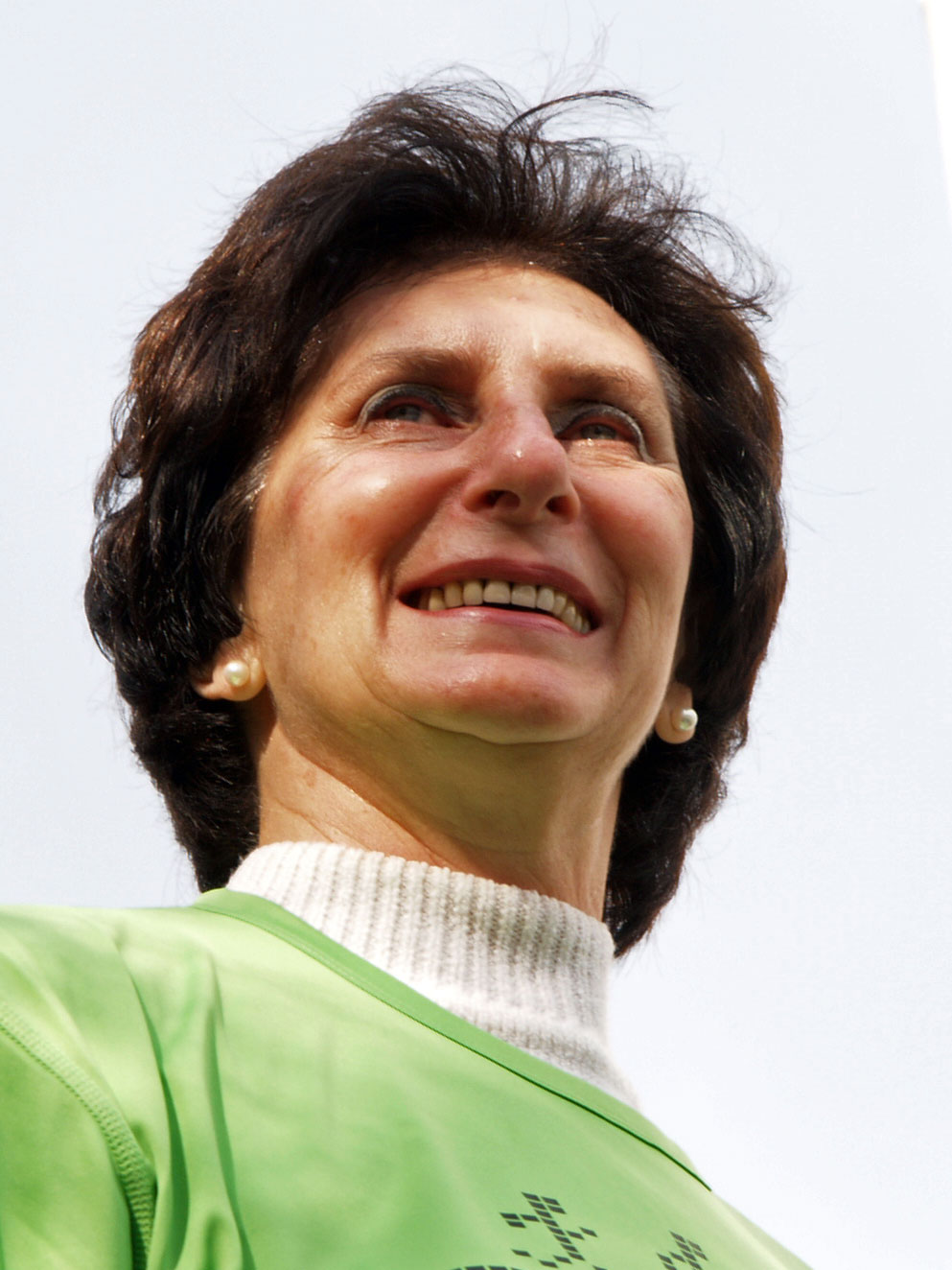
Irena Szewińska

- 1918: Lewin Louis Aronsohn
- 1926: Władysław Piórek
- 1930: Jan Biziel
- 1937: Edward Rydz-Śmigły
- 1993: Tadeusz Nowakowski
- 1993: Andrzej Szwalbe
- 1997: Teresa Ciepły
- 1998: Johannes Paul II.
- 1999: Primo Nebiolo
- 2003: Jerzy Hoffman
- 2005: Irena Szewińska
- 2006: Zdzisław Lipiński
- 2007: Rajmund Kuczma
- 2009: Krzysztof Penderecki
- 2010: Henryk Muszyński

## Söhne und Töchter der Stadt

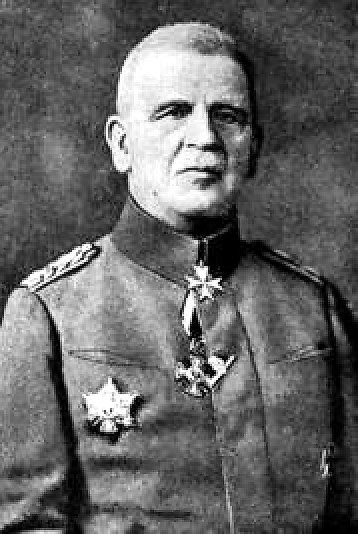
Max von Boehn

Carl von Wichmann

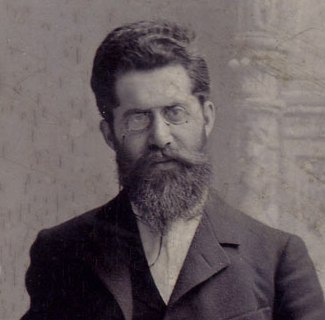
Louis Jacobsohn-Lask

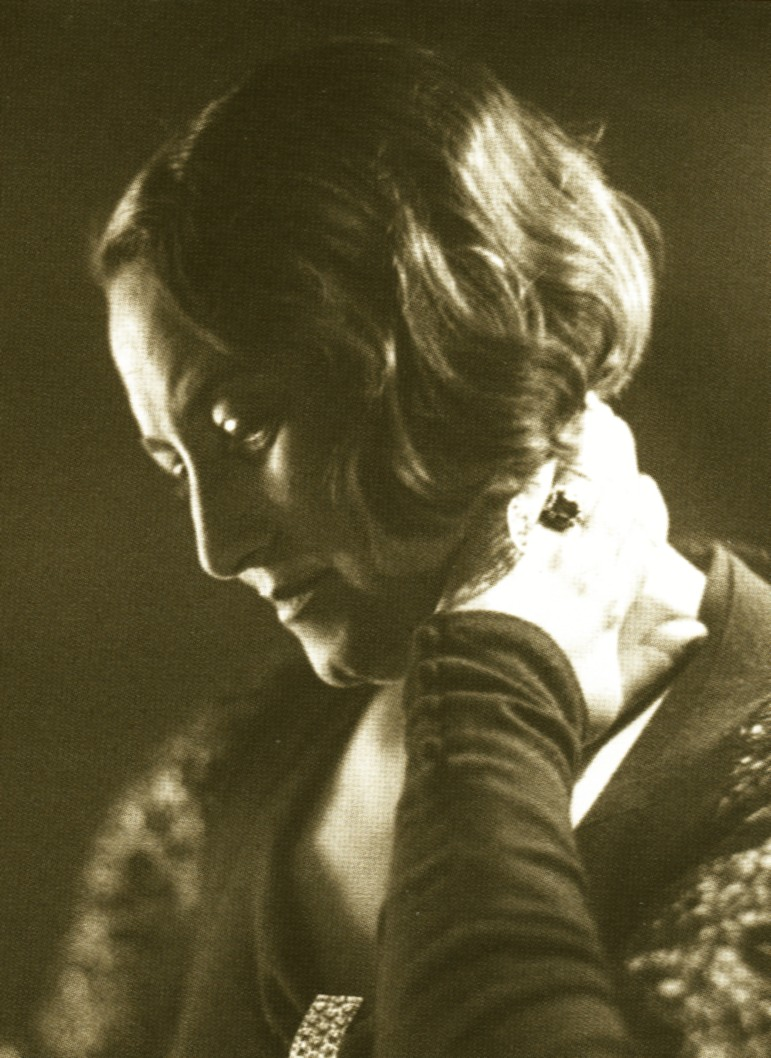
Genja Jonas

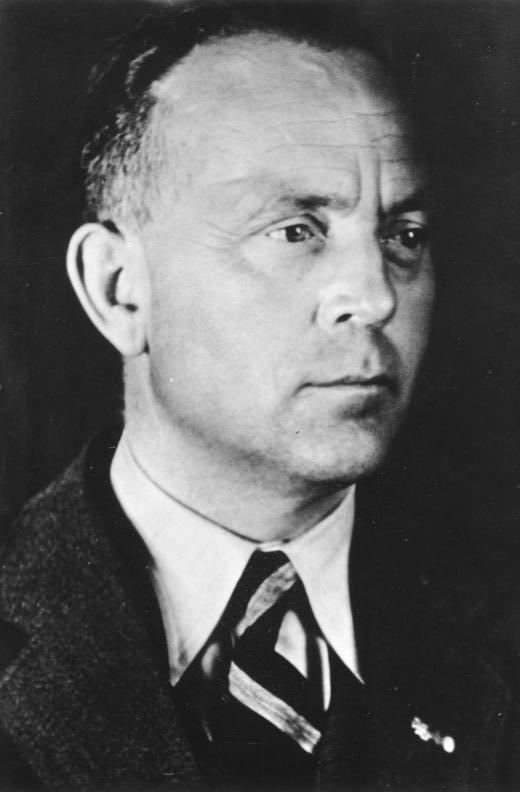
Kurt Tank

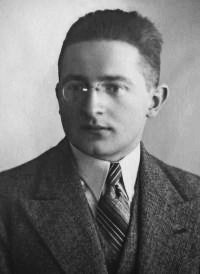
Marian Rejewski

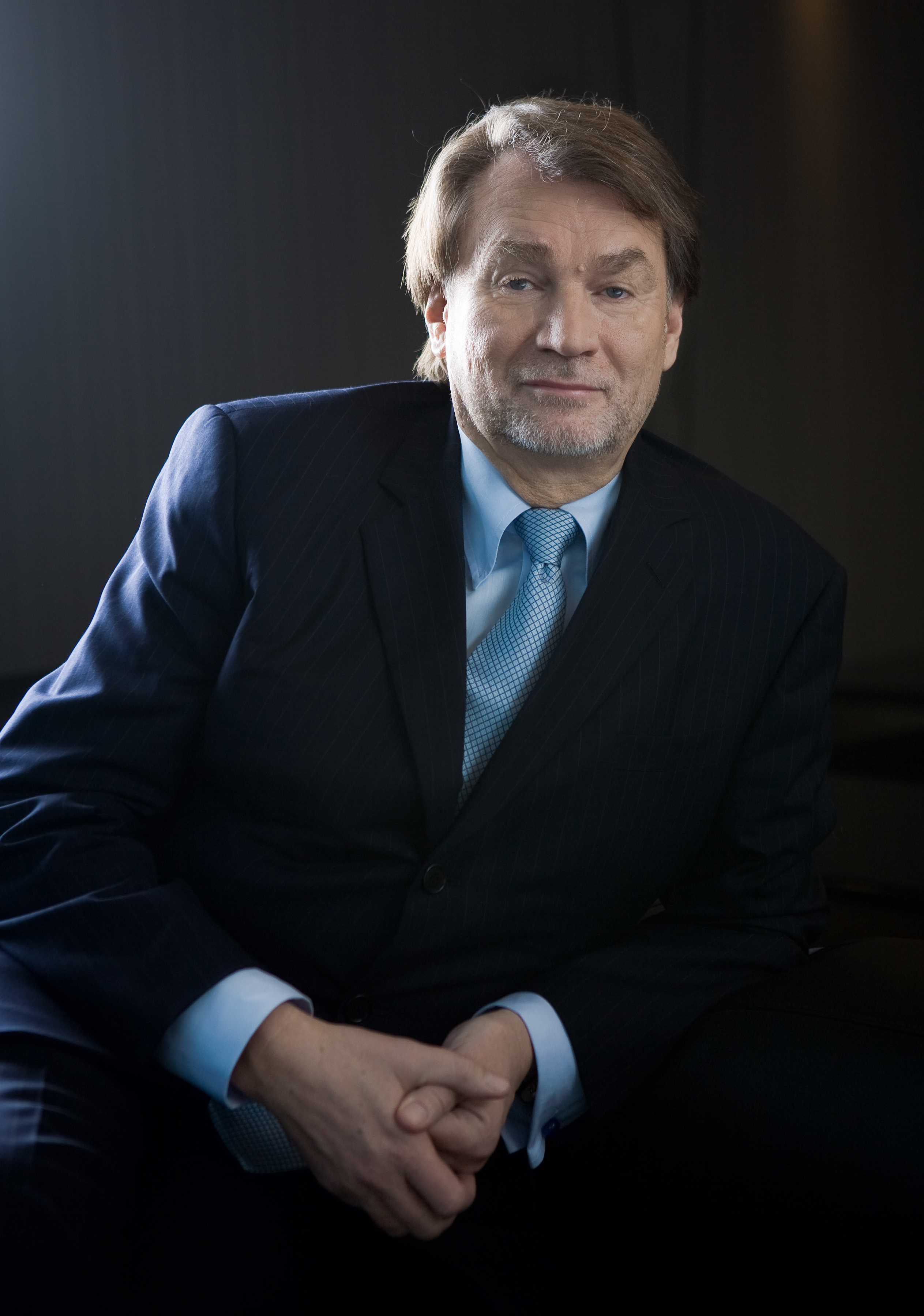
Jan Kulczyk

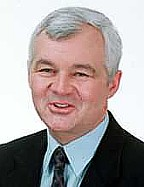
Jan Krzysztof Bielecki

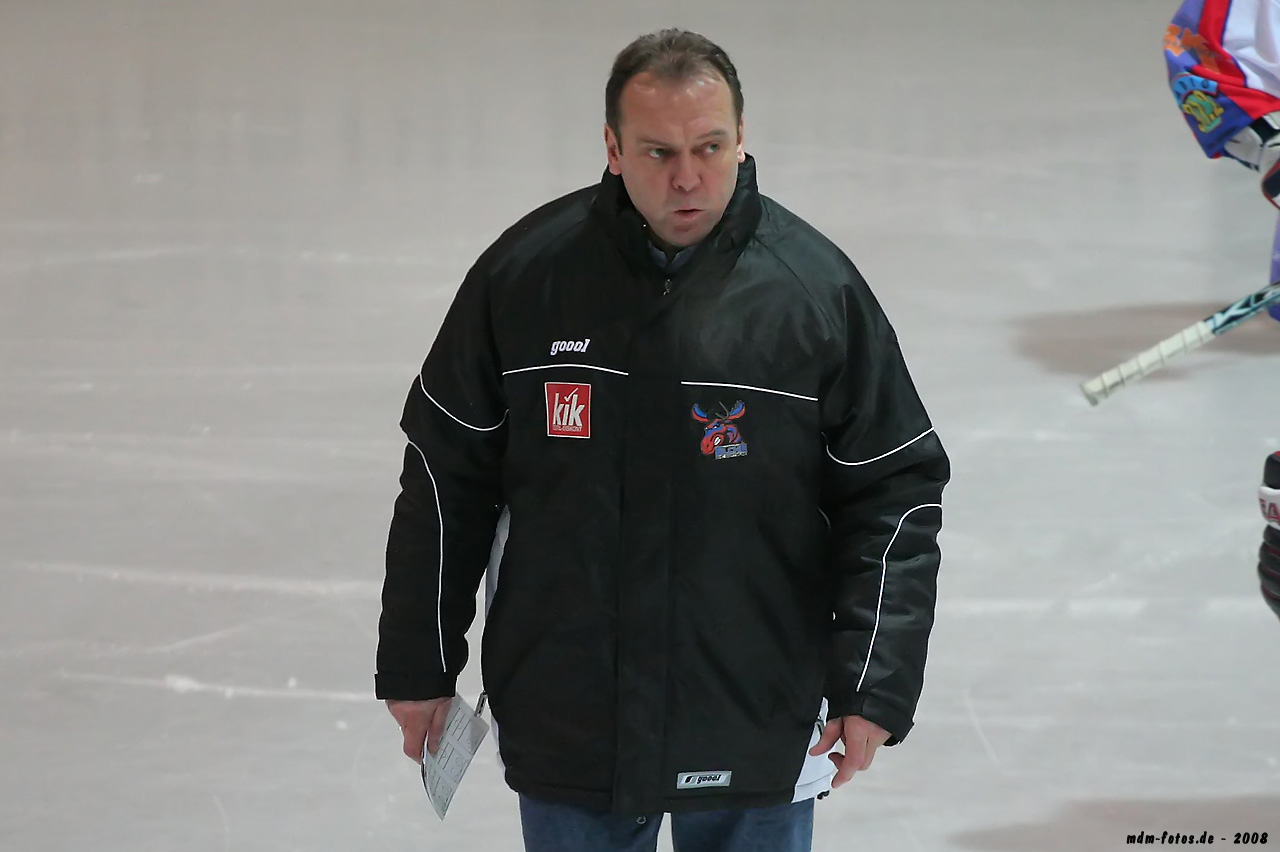
Czesław Panek

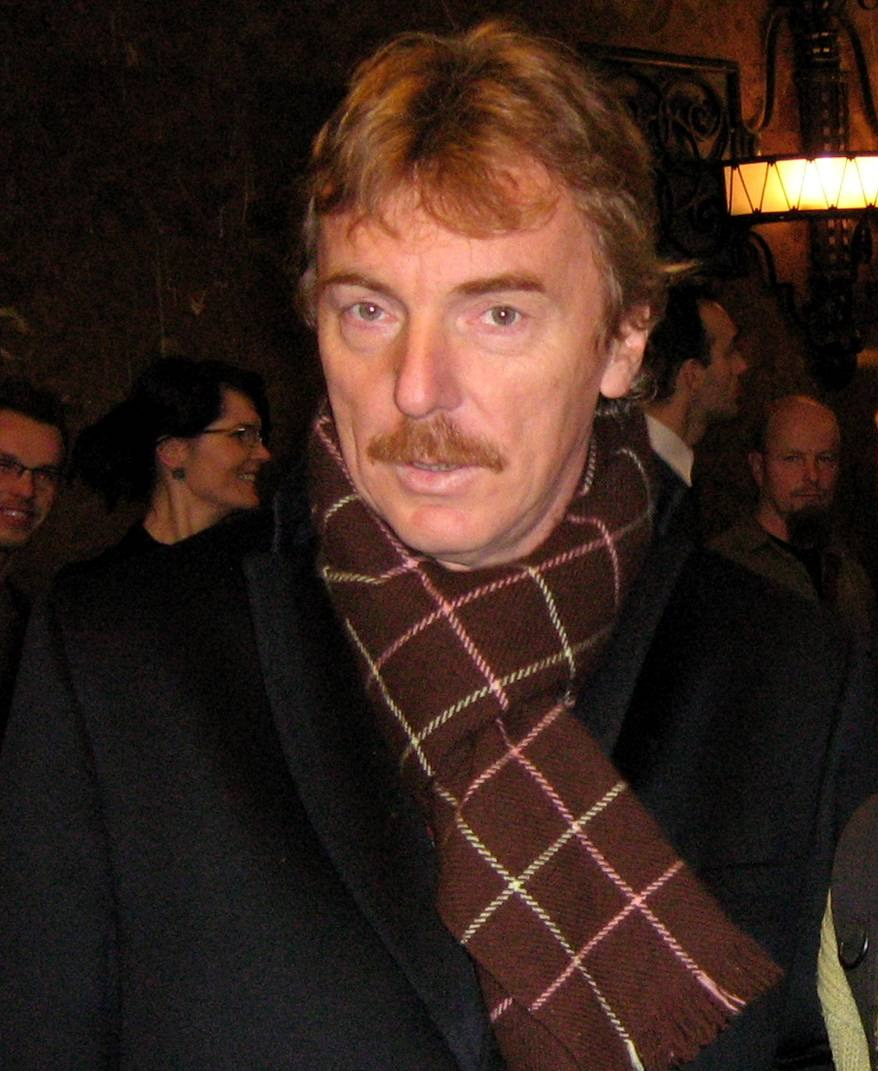
Zbigniew Boniek

### Bis 1900
- Ernst von Kesteloot (1778–1847), preußischer Generalmajor und Kommandeur der 14. Infanterie-Brigade
- Ferdinand von Grabowski (1787–1861), Generalleutnant
- Johann Nietz (um 1800–1873/1874), Architekt und Baubeamter
- Robert Rothe (1803–1893), Politiker
- Friedrich Techow (1807–1880), Gymnasialdirektor und Mitglied des Reichstages
- Maksymilian Antoni Piotrowski (1813–1875), Maler und Hochschullehrer an der Kunstakademie Königsberg
- Julius Illing (1816–1893), Verwaltungsjurist und Autor von Verwaltungshandbüchern
- Franz Kroll (1820–1877), klassischer Pianist
- Karl von Scheffler (1820–1898), General der Infanterie
- Hermann Killisch-Horn (1821–1886), Jurist, Journalist und Unternehmer, Gründer der Berliner Börsen-Zeitung
- Alexander Schimmelfennig (1824–1865), Militär und Revolutionär
- Karl Hempel (1827–1899), Gutsbesitzer und Mitglied des Deutschen Reichstags
- Emil Boethke (1828–1896), Architekt und Militärbaumeister
- Marie von Roskowska (1828–1889), deutsche Schriftstellerin
- Karl August Boethke (1830–1912), deutscher Gymnasiallehrer und Turnfunktionär
- Georg von Schleinitz (1834–1910), deutscher Vizeadmiral
- Hermann von Blomberg (1836–1924), preußischer General der Infanterie, Kommandierender General des II. Armee-Korps
- Ida Ahlers (1839–1901), Theaterschauspielerin und Opernsängerin
- Paul von Collas (1841–1910),  preußischer General der Infanterie, Militärgouverneur von Mainz
- Waldemar von Schrötter (1842–1894), preußischer Generalmajor
- Hermann Bayer (1843–1920), deutscher Offizier
- Karl Bonstedt (1844–1888), Politiker, Bürgermeister von Iserlohn
- Marie Brandrup (1844–1907), deutsche Schriftstellerin
- Georg Eduard von Flottwell (1844–1894), Fotograf
- Adolf Trendelenburg (1844–1941), Klassischer Archäologe und Altphilologe
- Kurt von Dewitz (1847–1925), Beamter und Politiker
- Max von Boehn (1850–1921), deutscher Offizier
- Adolf Rosenberg (1850–1906), Kunsthistoriker
- Bertha Wegner-Zell (1850–1927), deutsche Schriftstellerin
- Leo Cederholm (1852–1932), preußischer Offizier
- Wilhelm Posse (1852–1925), Harfenist und Komponist
- Hermann Weigand (1854–1926), Architekt und Kommunalpolitiker in Berlin
- Paul Graef (1855–1925), Architekt und Bauforscher
- Otto Hetzel (1856–1933), Architekt und Baubeamter
- Max Vogel (1856–1933), Jurist und Politiker
- Hugo Skopnik (1857–1943), deutscher Kolonialbeamter, Berliner Notar und (kommissarischer) Landeshauptmann der Neuguinea-Kompagnie
- Robert Baerwald (1858–1896), Bildhauer
- Robert Brosche (1858–1936), deutscher Eisenbahningenieur
- Bruno Borchardt (1859–1939), deutscher Politiker und Schriftsteller
- Hugo Hergesell (1859–1938), deutscher Meteorologe
- Walther Fiedler (1860–1926),  Verleger und Gründer des Verlags Walther Fiedler Leipzig, des Literaturvereins und des Verlags der Literaturwerke Minerva in Leipzig
- Theodor Rosenheim (1860–1939), Mediziner und Hochschullehrer
- Carl von Wichmann (1860–1922), deutscher Offizier
- Louis Jacobsohn-Lask (1863–1940), Neurologe und Neuroanatom
- Walter Leistikow (1865–1908), Maler
- Ernst Leistikow (1867–1933), deutsch-polnischer Kaufmann, Likör-Fabrikant, Kunstsammler und Papier-Künstler
- Julian Borchardt (1868–1932), Politiker und Journalist
- Friedrich von Erckert (1869–1908), Offizier der Schutztruppe
- Julius Gehl (1869–1939), deutscher Gewerkschafter und Politiker
- Curt Cronau (1870–?), deutscher Verwaltungsjurist
- Eugen Rosenfeld (1870–1953), Maler
- Waldemar Müller (1871–1955), deutscher Erzähler und Dramatiker
- Hermann Schmidt (1871–1929), Abgeordneter des Provinziallandtages der Provinz Hessen-Nassau
- Paul Stössel (1871–1942), deutscher Politiker
- Felix Rosenfeld (1872–1917), Archivar und Historiker
- Leopold Ellerbeck (1872–1945), deutscher Bauingenieur
- Adam Frasunkiewicz (1873–1923), Politiker (Bremer Räterepublik)
- Max Friedlaender (1873–1956), deutscher Jurist, Wegbereiter des Anwaltsrechts
- Anna Nemitz (1873–1962), Politikerin
- Franz Geppert (1874–1952), Historiker und Gymnasiallehrer
- Klara Hofer (1875–1955), deutsche Schriftstellerin
- Curt Schulz-Steglitz (1875–1945), deutscher Maler, Grafiker, Zeichner und Illustrator
- Gertrud von Kunowski (1877–1960), Malerin
- Arthur Böhme (1878–1962), deutscher Mediziner
- Eugen Gildemeister (1878–1945), deutscher Bakteriologe und Präsident des Robert-Koch-Instituts
- Franz Kempner (1879–1945), deutscher Staatsbeamter und Widerstandskämpfer
- Erich Regener (1881–1955), Physiker und Sonnenforscher
- Wilhelm Erich Schmidt (1882–1944) Geologe und Paläontologe
- Artur Pankratz (1893–1975), Politiker
- Erich Gierach (1881–1943), nationalsozialistischer Germanist und Vorkämpfer
- Erich Regener (1881–1955), Physiker und Sonnenforscher
- Samuel L. Rothafel (1882–1936), Manager und Impresario der Stummfilmpaläste New Yorks
- Franz Lüdtke (1882–1945), deutscher Volkstumspolitiker
- Karlernst Knatz (1882–1951), Schriftsteller
- Ernst Brunk (1883–1942), deutscher Industrieller und Politiker
- Olga Essig (1884–1965), deutsche Berufspädagogin
- Erwin von Sigel (1884–1967), deutscher Leichtathlet
- Karl Berger (1885–1952), deutscher Generalveterinär
- Kurt von dem Borne (1885–1946), Admiral
- Hans Pilder (1885–1950), deutscher Bankier
- Paul Wieczorek (1885–1918), Kommandeur der Volksmarinedivision
- Paul Betyna (1887–1967), Maler und Grafiker
- Erich Geske (1887–1954), deutscher Gewerkschaftsfunktionär und Politiker
- Paul Adolf Hauptmann (1887–1958), deutscher Maler
- Walther Schulz (1887–1982), deutscher Prähistoriker
- Walter Stuhlfath (1887–1974), Historiker und Geograf
- Arthur Maletke (1888–1945), Gestapo-Mitglied
- Erich Rottig (1888–1950), deutscher Steinmetz
- Kurt Ziemke (1888–1965), deutscher Diplomat
- Eberhard von Mackensen (1889–1969), General
- Karl Oltersdorf (1889–1973), deutscher Widerstandskämpfer und Gewerkschaftsfunktionär
- Leo Sloma (1890–1956), Schauspieler
- Erich Buchholz (1891–1972), deutscher Maler, Architekt und Grafiker
- George Adamski (1891–1965), US-amerikanischer Science-Fiction-Autor und Ufologe
- Fritz Breithaupt (1892–1944), deutscher Fregattenkapitän der Kriegsmarine
- Franz Höhne (1892–1980), Maler
- Otto Siegfried Tarnow (1893–1963), deutscher Admiralarzt der Kriegsmarine
- Bruno Trawinski (1893–1977), Politiker
- Kurt Krüger (1894–nach 1944), Politiker, Bürgermeister von Neuruppin
- Fritz Dittloff (1894–1954), Politiker
- Herbert Buchholz (1895–1971), deutscher Elektroingenieur
- Karl Drewke (1895–1960), Politiker
- Willi Finger-Hain (1895–1970), Schriftsteller
- Genja Jonas (1895–1938), Fotografin
- Lilly zu Rantzau (1895–1988), deutsche Schriftstellerin
- Hans Joachim von Busse (1896–1946), Landrat in Pommern
- Kurt Nesselmann (1896–1975), deutscher Ingenieur und Hochschullehrer
- Hans Hartmann (Admiral) (1897–1976), Marineoffizier, Schiffskommandant, zuletzt Konteradmiral im Zweiten Weltkrieg
- Hermann Maaß (1897–1944), Widerstandskämpfer des 20. Juli 1944
- Elisabeth Krumme (1897–1984), Juristin und Strafrichterin am Bundesgerichtshof in Karlsruhe
- Kurt Tank (1898–1983), Flugzeugkonstrukteur
- Walter Bogs (1899–1991), Rechtswissenschaftler und Bundesrichter
- Margarete Schlegel (1899–1987), Schauspielerin
- Max Jacobson (1900–1979), Arzt von John F. Kennedy
- Erich Naumann (1900–1983), Chemiker
- Paul Rosanowski (1900–1964), bildender Künstler und Restaurator

### 1901 bis 1945
- Erwin Hartung (1901–1986), Sänger
- Alfred E. Johann (1901–1996), Schriftsteller
- Alfred Menger (1901–1979), Buchhändler, Widerstandskämpfer und Politiker
- Wolfgang Schmieder (1901–1990), Musikwissenschaftler
- Kurt Marohn (1902–1980), Architekt
- Ulrich Schmidt (1902–nach 1976), Kfz-Techniker, Patentinhaber und Hochschullehrer
- Stanisław Streich (1902–1938), römisch-katholischer Priester, Seliger
- Adalbert Zink (1902–1969), Kapitularvikar von Olsztyn und Generalvikar des Ermlands
- Marta Baranowska (1903–2009), polnische Sozialarbeiterin, Widerstandskämpferin gegen den Nationalsozialismus und Häftling im KZ Ravensbrück
- Gerhard Kehnscherper (1903–1988), evangelischer Theologe und Schriftsteller
- Arno Pardun (1903–1943), paramilitärischer Aktivist und Komponist
- Erna Proskauer (1903–2001), Juristin und verfolgte Jüdin
- Hans von Ploetz (1904–1993), hessischer Politiker
- Alfred-Ingemar Berndt (1905–1945), Journalist und Schriftsteller sowie enger Mitarbeiter von NS-Propagandaminister Joseph Goebbels
- Marian Rejewski (1905–1980), Mathematiker (entzifferte den ENIGMA-Code)
- Hans Joachim Scherer (1906–1945), Neuropathologe
- Hansjochem Autrum (1907–2003), Zoologe, im Zweiten Weltkrieg Leiter des Sanitätswesens der Luftwaffe
- Walter Lehweß-Litzmann (1907–1986), Kommodore eines Kampfgeschwaders und Ritterkreuzträger
- Karl-Heinz Rux (1907–1945), Jurist und SS-Obersturmbannführer bei der Gestapo
- Gwidon Damazyn (1908–1972), polnischer Elektroingenieur, Widerstandskämpfer gegen den Nationalsozialismus, Häftling im KZ Buchenwald und Mitglied der polnischen militärischen Sektion der IMO
- Heinrich Starck (1908–1955), antifaschistischer Widerstandskämpfer, Bürgermeister von Berlin-Friedrichshain und Magistratsbaudirektor von Groß-Berlin
- Alfred Busse (1909–1990), evangelischer Theologe und Militärgeistlicher
- Joachim Fernau (1909–1988), Schriftsteller
- Erich Seelig (1909–1984), Profi-Boxer
- Alexander Starck (1909–1963), Kommunist und Gewerkschafter, FDGB-Funktionär in der DDR
- Lothar Wolff (1909–1988), deutsch-US-amerikanischer Filmeditor, Produzent und Regisseur
- Heinz Laßen (1910–1977), Parteifunktionär der DDR-Blockpartei NDPD
- Horst Budjuhn (1910–1985), Schriftsteller und Drehbuchautor
- Jerzy Braun (1911–1968), Ruderer, Medaillengewinner bei den Olympischen Spielen 1932
- Herwart Miessner (1911–2002), Politiker
- Wolfgang Reinholz (1911–1995), Jurist und SS-Führer
- Otto Rosenkranz (1911–2007), Agrarökonom und Hochschullehrer
- Fritz Wolzenburg (1911–1982), Eisenbahner und Judenhelfer
- Wilma Pietzke (1912–1977), Malerin und Grafikerin
- Gerhard Hardel (1912–1984), Schriftsteller
- Hans-Joachim Bock (1913–1974), Hispanist und Bibliothekar
- Christa Schroeder (1913–1988), Politikerin
- Hanns Anselm Perten (1917–1985), Schauspieler
- Hilde Zadek (1917–2019), deutsch-österreichische Opern-, Operetten-, Lied- und Konzertsängerin
- Klaus Staemmler (1921–1999), Autor und Übersetzer
- Leonhard Gleske (1921–2019), Volkswirt
- Danuta Kleisinger (1924–2017; geborene Czlapinska), „Gerechte unter den Völkern“
- Barbara Jonscher (1926–1986), Malerin
- Richard Ogorkiewicz (1926–2019), polnisch-britischer Ingenieur mit Schwerpunkt auf gepanzerte Fahrzeuge
- Henryk Berg (1927–1995), Grafiker, Fotomontagekünstler, Karikaturist und Pressezeichner
- Teodor Kocerka (1927–1999), polnischer Ruderer
- Christine Stromberg (1928–2020), Kostümbildnerin
- Edmund Piszcz (1929–2022), Erzbischof von Ermland
- Lothar Dombrowski (1930–2001), Journalist und Moderator
- Kazimierz Karabasz (1930–2018), Dokumentarfilmer
- Kazimierz Wajda (1930–2020), Historiker und Hochschullehrer
- Horst-Erhardt Knoll (1931–2016), Politiker
- Zbigniew Gostomski (1932–2017), polnischer Maler, Schauspieler und Fotograf
- Ursula Seitz-Gray (1932–2017), Fotografin
- Jürgen Wagner (1934–2023), Politiker, Schriftsteller und Fotograf
- Leonard Pietraszak (1936–2023), polnischer Schauspieler
- Włodzimierz Szymański (1936–2015), polnischer Jazzmusiker
- Dieter Bromund (* 1938), Schriftsteller
- Jan Wróblewski (* 1940), polnischer Pilot und Segelflugweltmeister
- Matthias Klemm (* 1941), Maler und Grafiker
- Ekkehard Schulz (* 1941), Manager
- Hanns-Jörn Weber (1941–2021), Bühnen- und Fernsehschauspieler
- Holger Eichhorn (1942–2023), Musikwissenschaftler, Zinkenist und Dirigent
- Manfred Coppik (1943–2016), Politiker und Jurist
- Giselher Hickel (* 1943), evangelischer Theologe und Publizist
- Katrin Seybold (1943–2012), Dokumentarfilmerin
- Jacek Bednarek (1944–1990), polnischer Jazzmusiker und Komponist
- Jürgen Bordanowicz (1944–2023), Künstler
- Ewa Sowińska (* 1944), polnische Ärztin

### Ab 1946
- Wojciech Gryniewicz (* 1946), Bildhauer
- Alina Kowalska-Pińczak (* 1948), Dirigentin
- Albert Stefan Kotowski (* 1949), deutsch-polnischer Historiker
- Piotr Moss (* 1949), französisch-polnischer Komponist
- Stefan Pastuszewski (* 1949), Politiker
- Andrzej Chłopecki (1950–2012), Musikwissenschaftler und -kritiker
- Ryszard Kubiak (1950–2022), Ruderer
- Jan Kulczyk (1950–2015), Unternehmer
- Jan Bielecki (* 1951), Politiker
- Mieczysław Cieniuch (* 1951), Oberbefehlshaber der Polnischen Streitkräfte
- Magdalena Midgley (1952–2014), Prähistorikerin
- Grażyna Szapołowska (* 1953), Schauspielerin
- Wojciech Mojzesowicz (* 1954), Politiker
- Czesław Panek (1954–2016), Eishockeyspieler
- Wojciech Mojzesowicz (* 1954), Politiker
- Marian Sypniewski (* 1955), Fechter
- Zbigniew Boniek (* 1956), Fußballspieler und -trainer
- Mariusz Klimczyk (* 1956), Stabhochspringer
- Stefan Majewski (* 1956), Fußballspieler und -trainer
- Julia Przyłębska (* 1959), Rechtswissenschaftlerin und Präsidentin des Polnischen Verfassungsgerichtshofs
- Janusz Turowski (* 1961), Fußballspieler und -trainer
- Tomasz Gwinciński (* 1963), Gitarrist, Perkussionist und Komponist
- Marek Leśniewski (* 1963), Radrennfahrer
- Radosław Sikorski (* 1963), Politiker
- Mirosław Chmara (* 1964), Stabhochspringer
- Kosma Złotowski (* 1964), Politiker
- Joanna Rajkowska (* 1968), Künstlerin
- Marcin Jahr (* 1969), Jazz-Schlagzeuger
- Krzysztof Herdzin (* 1970), Jazzpianist, Arrangeur
- Alicja Pęczak (* 1970), Schwimmerin
- Tomasz Gollob (* 1971), Speedwayfahrer
- Monika Walerowicz (* 1971), Opernsängerin
- Paulina Schulz (* 1973), deutsche Schriftstellerin und Übersetzerin
- Maciej Wydrzyński (* 1974), Politiker, Sejmabgeordneter
- Łukasz Żyta (* 1975), Jazzmusiker
- Marta Helmin (* 1976), deutsche Musicaldarstellerin
- Wojciech Jachna (* 1976), Jazz- und Improvisationsmusiker
- Heiko Szonn (* 1976), deutscher Radrennfahrer
- Daniel Stefański (* 1977), Fußballschiedsrichter
- Robert Wulnikowski (* 1977), Fußballtorhüter
- Vivian Schmitt (* 1978), deutsche Pornodarstellerin
- Sylwester Szmyd (* 1978), Radrennfahrer
- Paweł Bartosz Olszewski (* 1979), Sejmabgeordneter
- Pierre Caesar (* 1980), Artisten-Zwilling
- Pablo Caesar (* 1980), Artisten-Zwilling
- Łukasz Krupa (* 1981), Politiker
- Paweł Ochal (* 1981), Marathonläufer
- Robert Tomaszek (* 1981), Basketballspieler
- Wojciech Gutorski (* 1982), Ruderer
- Wojciech Łobodziński (* 1982), Fußballspieler
- Michał Winiarski (* 1983), Volleyballspieler und -trainer
- Piotr Hojka (* 1984), Ruderer
- Beata Mikołajczyk (* 1985), Kanurennsportlerin
- Łukasz Michalski (* 1988), Stabhochspringer
- Iga Baumgart (* 1989), Sprinterin
- Paweł Wojciechowski (* 1989), Stabhochspringer
- Adam Majchrowicz (* 1991), Tennisspieler
- Jacek Góralski (* 1992), Fußballspieler
- Przemysław Karnowski (* 1993), Basketballspieler
- Tommy Craze (* 1995), australisch-polnischer YouTuber
- Adrian Małachowski (* 1998), Fußballspieler
- Adrianna Sułek (* 1999), Siebenkämpferin
- Helena Wiśniewska (* 1999), Kanutin
- Dawid Wegner (* 2000), Speerwerfer
- Julia Koralewska (* 2002), Leichtathletin
- Filip Borowski (* 2003), Fußballspieler

## Personen, die mit der Stadt in Verbindung stehen
- Leopold Löwe (1777–1839), Gründer des Musikvereins, Ratsmitglied, 1833 bis 1837 Stadtkämmerer
- Heinrich Theodor Rötscher (1802–1871), Dramaturg, Lehrer, Kritiker und Ästhetiker, war von 1830 bis 1845 Professor am königlichen Gymnasium
- Albert Schulz (Pseudonym San-Marte; 1802–1893), Jurist, Dichter, Literaturwissenschaftler und Germanist, war von 1837 bis 1843 Domänen-Departements-Rat in Bromberg
- Dagobert Friedlaender (1826–1904), Bankier und Stadtrat, wurde auf Präsentation der Stadt Mitglied im preußischen Herrenhaus
- Wladislaw Klimaszewski (* 1866; fl. bis 1932), Arzt und Schriftsteller, betrieb zwischen 1894 und 1895 eine Arztpraxis in Bromberg
- Heinrich Kannenberg (1887–1966), Agrarwissenschaftler, leitete von 1941 bis 1944 als Professor und Direktor das Institut für Moorkultur und Futterbau an der Reichsforschungsanstalt
- Józef Kropiński (1913–1970), in Bydgoszcz wohnhafter Geiger, Komponist, Widerstandskämpfer und KZ-Überlebender
- Włodzimierz Jastrzębski (1939–2024), Historiker